# D 1 (Schiff)
D 1 war eines von neun Torpedodivisionsbooten der Kaiserlichen Marine, welches als Führerboot von Torpedobooten diente und in der Schichauwerft in Elbing gefertigt wurde. D 10 war ein Vergleichsboot aus einer britischen Werft.
Anfangs hatte die spätere D 1 noch die Bezeichnung D 2. Erst ab 1. August 1887 tauschten beide Boote, welche als ein Paar gefertigt wurden, die Bezeichnung.

## Technische Daten
Der Rumpf von D 1 und D 2 bestanden aus einem, im Gegensatz zu den später gebauten Divisionsbooten, unverzinkten Querspantbau-Stahlbau. D 1 erhielt keine nachträgliche Verzinkung mehr, D 2 schon.
Die stehende 3-Zylinder-Verbunddampfmaschine mit dreifacher Dampfdehnung konnte bei voller Beladung des Bootes, u. a. mit max. 56 t Kohle, 1940 sm bei 14 kn zurücklegen. Die beiden Dampflokomotivkessel konnten 12 atü zur Verfügung stellen.
Die Besatzung konnte aus fünf bis sieben Offizieren und 36 bis 39 Mannschaftsdienstgraden bestehen. Später wurde auf einen Offizier und 46 bis 51 Mannschaftsdienstgrade umgestellt.
D 1 besaß, wie D 2 auch, anfangs drei Masten, wurde dann aber auf den Ausrüstungsstand der Divisionstorpedoboote ab D 3 mit zwei schrägen Masten mit Stützsegel umgebaut. 1893 wurde die Bewaffnung verändert und u. a. drei Torpedorohre verbaut. Ebenso kamen die neuen Schnellladekanonen zum Einsatz.
1900/01 kam D 1 zu Umbauten in die Schichauwerft. Dabei wurden die Lok-Kessel ausgetauscht und konnten fortan 13 atü standhalten. Später erfolgte ein Umbau mit Blick auf die repräsentative Nutzung als Stationsyacht. So erhielt sie z. B. zur ausgewählten Innenausstattung einen Pavillon auf dem hinteren Deck.
1914 erfolgte ein erneuter Umbau: das Deckshaus wurde entfernt und mittschiffs eine Kompasspodest eingebaut. Zusätzlich wurden Suchscheinwerfer auf der geschlossenen vorderen Brücke montiert.

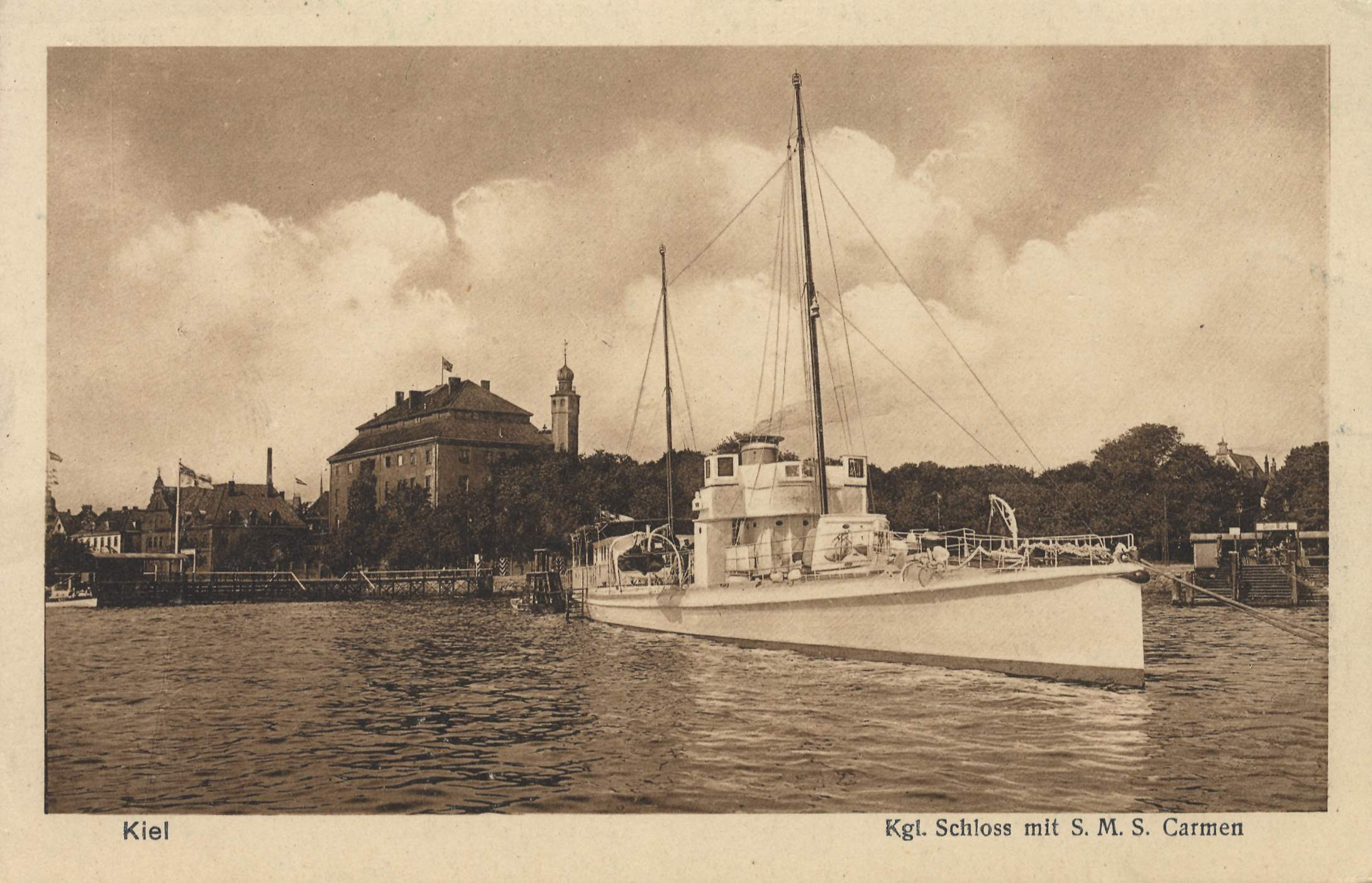
Carmen, etwa 1900 in Kiel

## Geschichte
Das Boot wurde vom Reichsmarineamt gemeinsam mit D 2 bestellt. Der Stapellauf des Bootes erfolgte am 19. Dezember 1886 anfangs als D 2 und die Indienststellung am 27. April 1887. Ab dem 1. August 1887 wurde die Bezeichnung auf D 1 geändert und die ehemalige D 1 erhielt die Bezeichnung D 2. Das Boot diente als Führerboot zu diversen Torpedoboots-Divisionen, u. a. 1890 bei der I. Torpedoboots-Division. und 1894 bei der III. Torpedobootsdivision. Als Führerboot einer Torpedoboots-Division war der Kommandant meist auch in Personalunion Divisionschef.
Zum 20. Mai 1905 erhielt sie den neuen Namen Carmen und wurde Stationsyacht der Marinestation der Ostsee. Hier war sie später von 1907 bis 1909 als Flottentender im Einsatz. 1910 nahm das Schiff als Postboot an der arktischen Studienexpedition nach Spitzbergen teil.
Ab 1914 erhielt das Boot wieder den Namen D 1 und wurde fortan im Küstenschutz, u. a. im August und Mitte Oktober 1914 beim Oberbefehlshaber der Ostseestreitkräfte und im Mai 1916 bei der Küstenschutzdivision der Ostsee, eingesetzt. Zum Ende des Krieges war D 1 bei der VII. Halbflottille der IV. Torpedobootsflottille.
Am 2. August 1921 wurde das Boot aus der Flottenliste gestrichen und im gleichen Jahr in Wilhelmshaven für die Abwrackung für 142.000 Mark verkauft.

## Kommandanten (Auswahl)
- Kapitänleutnant Raimund Winkler: um 1890/91
- Kapitänleutnant Max Rollmann: vom 1. Oktober 1891 bis Ende Oktober 1892
- Kapitänleutnant Eduard von Pustau: von Februar 1894 bis Oktober 1894
- Oberleutnant zur See/Kapitänleutnant Alfred Meyer-Waldeck: vom 3. August bis 21. September 1897
- Oberleutnant zur See Paul Heinrich: um 1898
- Oberleutnant zur See Hellmuth von Rabenau: bis August 1914
- Oberleutnant zur See Werner Arndt: bis Mai 1915

## Bekannte Personen (Auswahl)
- Oberleutnant zur See Konrad Zander: von Oktober 1906 bis Oktober 1908 Erster Offizier